# 野口孝治
野口 孝治（のぐち こうじ、1872年10月17日（明治5年9月15日） - 1960年（昭和35年）9月1日）は、日本の政治家。衆議院議員（1期）。

## 経歴
新潟県出身。1894年、慶應義塾卒。農業を営む。津有村（のち高田市、現・上越市）会議員、新潟県会議員、普通水利組合会議員、学務委員、第百三十九銀行監査役、高田織物会社、高田羽二重会社各取締役となる。
1917年の第13回衆議院議員総選挙において新潟県郡部から立憲国民党公認で立候補して当選した。衆議院議員を1期務め、1920年の第14回衆議院議員総選挙には立候補しなかった。1943年死去。